# 聖保羅灣城
聖保羅灣城，是马耳他的市镇，位於馬爾他島東北岸，距離首都瓦莱塔16公里。市镇面積为14.47平方公里，2021年人口数量为32,042人。
该市镇是个大型的住宅及商业区域，也是一个购物、休闲及餐饮中心。据2021年的人口数据，该市镇为马耳他人口最多的市镇。六月份至九月份之间随着马耳他本地居民及游客的涌入，该市镇的人口数量会翻倍至6万人左右。